# Fornos (Santa Maria da Feira)
Fornos é uma localidade portuguesa sede da Freguesia de Fornos do Município de Santa Maria da Feira, freguesia com 3,63 km² de área e 3433 pessoas (censo de 2021).
Dispõe da fábrica de queijos (MAF).

## Demografia
A população registada nos censos foi:
| Distribuição da População por Grupos Etários | Distribuição da População por Grupos Etários | Distribuição da População por Grupos Etários | Distribuição da População por Grupos Etários | Distribuição da População por Grupos Etários |
| -------------------------------------------- | -------------------------------------------- | -------------------------------------------- | -------------------------------------------- | -------------------------------------------- |
| Ano                                          | 0-14 Anos                                    | 15-24 Anos                                   | 25-64 Anos                                   | > 65 Anos                                    |
| 2001                                         | 514                                          | 404                                          | 1570                                         | 322                                          |
| 2011                                         | 599                                          | 334                                          | 2017                                         | 447                                          |
| 2021                                         | 505                                          | 364                                          | 1938                                         | 626                                          |

## Património
- Igreja matriz
- Capela de Santo António
- Vestígios de capela
- Antiga indústria de telhas
- Vários cruzeiros, nomeadamente o do Senhor de Vieiros
- Ponte dos Três Arcos

## Desporto
- Desportivo Club Fornos
- JUF

## Eventos
- Festa em Honra de Nossa Senhora da Saúde (13 a 15/16 de agosto)
- Carnaval de Fornos
- Feira à moda antiga (setembro)